# Heliophanus hastatus
Heliophanus hastatus är en spindelart som beskrevs av Wesolowska 1986. Heliophanus hastatus ingår i släktet Heliophanus och familjen hoppspindlar. Inga underarter finns listade i Catalogue of Life.